# Casa das Rainhas
Casa das Rainhas (ou por vezes Casa das Senhoras Rainhas) era a designação dada ao conjunto de bens outorgados pelos monarcas portugueses às suas consortes, a título de constituir uma fonte de rendimentos para a sua sustentação e para apoiar as rainhas-mãe após a ascensão ao trono dos filhos. A Casa das Rainhas tinha uma administração fiscal autónoma e chancelaria própria, funcionando como um conjunto de senhorios ou reguengos cujo rendimento era destinada àquele fim. Na sequência da implantação do liberalismo, a Casa das Rainhas foi extinta por D. Pedro IV de Portugal - em decreto datado de 18 de Março de 1834,que também extinguiu a Casa do Infantado - e seus bens foram incorporados à Fazenda Nacional. A partir de então, as consortes e rainhas-mães passaram a receber uma dotação anual votada e aprovada pelas Cortes.